# Kantonrådet
Kantonrådet (tysk: Ständerat, fransk: Conseil des États, italiensk: Consiglio degli Stati, rætoromansk: Cussegl dals Stadis) er det mindste af de to kamre i den schweiziske forbundsforsamling, og betragtes som forsamlingens overhus, hvorimod Nationalrådet er underhuset.
Der er 46 rådmænd. Tyve af landets kantoner er repræsenteret af to rådmænd hver. De seks kantoner, der traditionelt kaldes "halvkantoner", repræsenteres af én rådmand hver af historiske grunde; disse kantoner er Obwalden, Nidwalden, Basel-Stadt, Basel-Landschaft, Appenzell Ausserrhoden og Appenzell Innerrhoden.